# Последний еврей Винницы
«Последний еврей Винницы» (нем. Der letzte Jude von Winniza) — фотография эпизода Холокоста на Украине, а именно в Виннице.
На фото запечатлено то, как немецкий солдат приставил пистолет к голове неизвестного еврея, стоящего на краю рва с телами ранее убитых соотечественников. Фотография, сделанная немцем, возможно, причастным к убийствам евреев, является одним из самых известных снимков на тему Холокоста.

## Контекст
Еврейская община Винницы, центра Винницкой области, имеет долгую и древнюю историю. В 1939 году, к моменту начала Второй мировой войны, еврейское население Винницы составляло 33 150 человек, то есть 35,6 % от общей численности жителей города. В ходе Великой Отечественной войны, 19 июля 1941 года Винница была захвачена вермахтом. Часть еврейского населения успела эвакуироваться вместе с отступающей Красной армией, однако оставшиеся в городе (а их было большинство) были заключены в гетто в районе Иерусалимка, а в городе был создан юденрат. 28 июля 1941 года в Виннице были расстреляны первые 146 евреев. 1 августа расстрелы возобновились убийством 25 евреев-интеллигентов, а 13 августа было расстреляно ещё 350 человек. 5 и 13 сентября в ходе подготовки к «окончательному решению еврейского вопроса» на территории Винницы было убито 1000 и 2200 евреев. 19—22 сентября было расстреляно порядка 28 тысяч евреев, большая часть заключённых винницкого гетто. После изъятия ценностей евреи загонялись в большие заранее выкопанные рвы во многих местах по городу и расстреливались, причём убийства фиксировались на фотоплёнку. Участие в расстрелах принимали немецкие полицейские батальоны и айнзацгруппы при помощи украинских коллаборационистов. В живых была оставлена некоторая часть евреев-специалистов, труд которых был необходим немецким оккупационным властям. Целесообразность использования евреев на работах была поставлена под сомнение ввиду «опасности», грозящей строительству ставки Гитлера. По состоянию на 1 января 1942 года в ходе переписи было выявлено 5 тысяч евреев, часть из них была согнана в Винницу из окрестных областей. Многие умирали от тифа и голода, уничтожались также евреи-военнопленные. 16 апреля были расстреляны почти все евреи, а 25 августа были убиты последние оставленные в живых 150 евреев-специалистов. Винница была объявлена «свободной от евреев».

## Описание
Место действия — Винница, Украинская ССР. Время — возможно, июль 1941 года, по крайней мере между 1941 и 1943 годами.
Яма, заполненная множеством тел только что убитых людей. На её краю — неизвестный еврей. Одетый в пиджак с белой рубашкой и держащий в руках своё пальто, он в прямолинейной позе стоит на коленях. Суровым взглядом своих широко открытых глаз еврей смотрит прямо в камеру, которая фиксирует его сжатые губы, впалые щёки, копну чёрных волос. Позади, на небольшом отвале земли из отрытой могилы, стоит солдат. Немец в очках с небритым лицом, одетый в полевую серую военную форму, состоящую из пилотки, высоких чёрных полированных сапог, ремня с пряжкой, рубашки и брюк. Куртка его расстёгнута, а одежда не запачкана землёй. Солдат готовится застрелить еврея, приставив к его голове пистолет. На заднем плане в ожидании стоят 14 зевак — члены айнзацгрупп, войск СС и Имперской службы труда — они наблюдают ещё одно убийство за этот день, который, по предположениям критиков, должно быть, унёс сотни, если не тысячи невинных жертв. Один из главных участников этого действа, не запечатлённый на снимке, остался за кадром на противоположном краю могилы — он, возможно, опытный фотограф с миниатюрной камерой «Leica», о чём свидетельствует портретный формат и разрешение фотографии. Снимок также отличается вниманием к деталям, в чём можно разглядеть желание фотографа взять что-то на память, своеобразный «сувенир». Возможно, что собравшиеся солдаты ждут именно того, когда фотограф, их товарищ, сделает свой постановочный снимок, после чего последует выстрел. Еврей же, не показывая никаких признаков сопротивления, отличается бо́льшим достоинством, чем его «окружение». Как указывают критики, он знает, что его смерть неизбежна, что его смерть будет быстрой, что убойная сила пули столкнёт его тело с простреленным затылком в ров, что его тело упадёт на тела мужчин, женщин и детей Винницы, его близких, родных, друзей. При этом выражение лица этого неизвестного еврея за секунду до смерти выражает не ужас, но отвращение, отвращение к тому, что делают с ним, кто это делает, и к тому, что эти люди способны не только делать это, но и наблюдать за этим.
На обороте фотографии была надпись от руки — «Последний еврей Винницы» (нем. Der letzte Jude von Winniza), по которой она и получила своё название. В 1942 году, ввиду окончания строительства ставки, бригадефюрер СС и командир айнзацгруппы Макс Томас распорядился, чтобы последние евреи «исчезли» перед приездом Гитлера как из Винницы, так и с самой Украины. Название также может намекать на то, что это и есть сам последний еврей Винницы, а возможно из своего рода, множество из которых исчезло в Холокосте.

## История и восприятие
Фотография была впервые опубликована в 1961 году информационным агентством «United Press International», которое получило её от Эла Мосса из Чикаго, штат Иллинойс. Мосс, по происхождению еврей, родившийся в 1910 году в Шидловце, сам был узником нескольких концентрационных лагерей, таких как Аушвиц, Ридерлох, Аллах. В мае 1945 года в Мюнхене, вскоре после освобождения города и его самого из лагеря американской 3-й армией, он купил альбом одного немецкого солдата, где и находился данный снимок. Мосс решил обнародовать фотографию во время суда над Эйхманом, чтобы люди всего мира узнали, что происходило в его времена. После этого фотография получила широкое распространение, в частности была опубликована во всю страницу в еврейской газете «The Forward».
Фотография является одним из самых известных и публикуемых снимков на тему Холокоста, вызывая у зрителя ужас, шок и жалость к жертвам нацизма, будучи при этом сделанной, возможно, соучастником нацистских преступлений, а не их обличителем из числа союзников.
Снимок был использован на обложке выпущенного в 1984 году первого альбома «Victim in Pain» хардкор-панк-группы «Agnostic Front», после чего её участников обвинили в расизме, тогда как вокалист Роджер Мирет объяснил свой выбор так: «Я думал, чувак, это нужно обнародовать, чтобы история не повторилась». В 2019 году на сайте отделения интернет-магазина «Amazon» в Великобритании начали продаваться футболки и майки с принтом в виде данной фотографии, но после распространения информации об этом в СМИ вещи были сняты с продажи.